# يورك بوين
إدوين يورك بوين ولد في كراوتش هيل (إحدى مناطق لندن)، 22 فبراير 1884 وتوفي في نفس المدينة، 23 نوفمبر 1961 هو ملحن وعازف بيانو بريطاني. بالإضافة إلى البيانو، كان بوين عازفًا بارعًا على البوق والفيولا. كان يعزف على الأرغن ويقود الأوركسترا. قدم بوين مساهمة كبيرة في الموسيقى البريطانية، لا سيما من خلال مؤلفاته ودوره التدريسي في الأكاديمية الملكية للموسيقى حيث كان أستاذًا للبيانو من عام 1909 حتى عام 1959.